# Przewlekła niewydolność serca

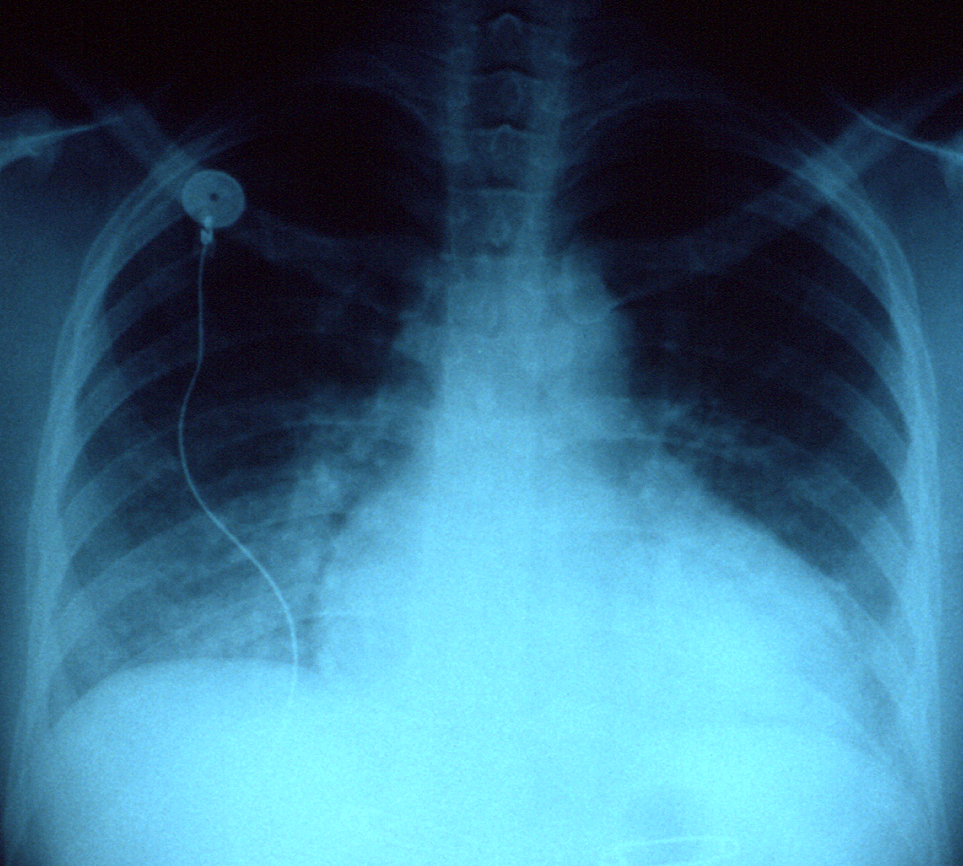
Powiększona sylwetka serca u 28-letniej pacjentki z zastoinową niewydolnością krążenia

Przewlekła niewydolność serca, PNS (łac. insufficientia cordis chronica, ang. chronic heart failure) – postępujący zespół objawów wynikających ze zmniejszenia pojemności minutowej serca, któremu towarzyszą obiektywne dowody dysfunkcji mięśnia sercowego, i odpowiadający na leczenie stosowane w niewydolności serca. Najczęstszą jego przyczyną jest choroba niedokrwienna serca, ale może też być powikłaniem nadciśnienia, kardiomiopatii, zapalenia mięśnia sercowego. Tradycyjnie dzieli się niewydolność serca na lewokomorową i prawokomorową oraz na skurczową i rozkurczową. Ostra niewydolność serca jest odmiennym klinicznie zespołem, który może (ale nie musi) rozwinąć się wskutek dekompensacji przewlekłej niewydolności serca, wymagającym innego postępowania i leczenia. Przewlekła niewydolność serca jest w krajach rozwiniętych pierwszą przyczyną hospitalizacji po 65. roku życia. Odpowiednio leczona u większości pacjentów może być kontrolowana, wciąż jednak jest stanem zagrażającym życiu, z roczną śmiertelnością rzędu 10%.

## Etiologia
Przyczyną przewlekłej niewydolności serca są choroby zaburzające napełnianie lub opróżnianie komór serca. PNS rozwija się w dwóch podstawowych mechanizmach:
- upośledzenia skurczu serca
- upośledzenia rozkurczu.

W większości przypadków niewydolność serca wiąże się z dysfunkcją skurczową lewej komory, której bardzo często (być może zawsze) towarzyszy upośledzenie funkcji rozkurczowej w spoczynku. Natomiast izolowana niewydolność rozkurczowa serca jest stosunkowo rzadka, jej częstość rośnie z wiekiem, częstsza jest u kobiet.
Najważniejsze przyczyny niewydolności serca to:
- dysfunkcja mięśnia sercowego
- zaburzenia rytmu serca
- wady zastawek
- choroby osierdzia.

Niedokrwistość, niewydolność nerek, zaburzenia funkcji tarczycy i przyjmowane leki rzadko są czynnikiem wywołującym niewydolność serca, ale mogą nasilać jej objawy.

## Patofizjologia
Mechanizmy patofizjologiczne niewydolności serca nie są dobrze zrozumiane. W patofizjologii PNS postuluje się udział aktywacji wielu układów neuroendokrynnych. Istotnym czynnikiem może być dysfunkcja baroreceptorów. Uważa się, że uwalnianie cytokin może odpowiadać za rozwój dysfunkcji serca, zwłaszcza w bardziej zaawansowanych przypadkach.

## Inne terminy związane z niewydolnością serca
1. lewokomorowa, prawokomorowa, mieszana
2. skurczowa, rozkurczowa, mieszana
3. z wysokim rzutem, z małym rzutem
4. z dominacją zaburzeń wyrzucania (forward), z dominacją zaburzeń napełniania (backward)
5. łagodna, umiarkowana, ciężka

## Czynniki wyzwalające zaostrzenia
- niezażywanie leków przez pacjenta, niestosowanie się do zaleceń lekarza
- wprowadzenie nowych leków lub nagłe odstawienie leków
- infekcje
- migotanie przedsionków, inne zaburzenia rytmu serca
- przełom nadciśnieniowy

## Objawy i przebieg

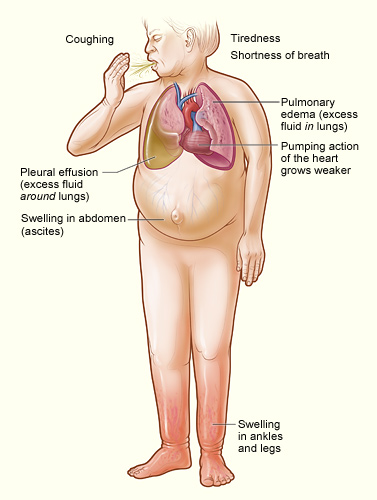
Objawy niewydolności prawokomorowej serca

Objawy przewlekłej niewydolności serca nie są charakterystyczne tylko dla tej jednostki chorobowej. Ich nasilenie nie jest zależne od stopnia uszkodzenia lewej komory serca. Pewne czynniki niezwiązane pierwotnie z chorobą serca – na przykład infekcje, nieprawidłowe poziomy elektrolitów we krwi, niedokrwistość, nadczynność tarczycy – mogą nasilać objawy niewydolności.
Brak objawów podmiotowych niewydolności przemawia przeciwko rozpoznaniu PNS, natomiast brak objawów w badaniu przedmiotowym w mniejszym stopniu. Wykrycie objawów przedmiotowych przemawia za rozpoznaniem.

### Objawy podmiotowe niewydolności serca
- pogorszenie tolerancji wysiłku
- duszność, orthopnoë
- kaszel
- nocne oddawanie moczu, skąpomocz
- obrzęki
- ból brzucha

### Objawy przedmiotowe niewydolności serca
- bladość skóry, ochłodzenie skóry, sinica
- nadmierne wypełnienie żył szyjnych (związane z podwyższonym ciśnieniem żylnym), objaw wątrobowo-szyjny (często nieobecne w ciężkiej niewydolności serca)[9]
- powiększenie wątroby
- tachykardia (mało swoisty objaw)[9]
- trzeci ton serca (nieswoisty[10] objaw ciężkiej niewydolności serca)[9]
- stwierdzane osłuchowo trzeszczenia nad polami płucnymi (objaw zastoju w płucach): objaw nieswoisty, o małej wartości prognostycznej[11]
- płyn w jamie opłucnej i jamie otrzewnej
- oddech Cheyne’a-Stokesa

### Nieprawidłowości w badaniach dodatkowych
EKG
- prawidłowy wynik EKG powinien skłaniać do weryfikacji pierwotnego rozpoznania niewydolności serca (wartość predykcyjna prawidłowego EKG dla wykluczenia dysfunkcji skurczowej lewej komory szacowana jest na ponad 90%[12][13][14][15])
- migotanie przedsionków występuje u do 40% chorych z niewydolnością serca, niezależnie od jej przyczyny
- patologiczne załamki Q lub świeży LBBB wskazują na zawał mięśnia sercowego jako przyczynę upośledzenia funkcji serca

Radiogram klatki piersiowej
- powiększenie sylwetki serca (często nieobecne u pacjentów z dysfunkcją rozkurczową, na przykład w kardiomiopatii przerostowej)
- zmiany w krążeniu płucnym, przesięki

Badania biochemiczne i hematologiczne
Pełna morfologia krwi
- niedokrwistość (czynnik nasilający lub wywołujący niewydolność krążenia)

Jonogram
- hiponatremia
- hipokaliemia

Stężenie kreatyniny
- hiperkreatyninemia

Oznaczenie enzymów wątrobowych
- podwyższony poziom aminotransferaz i LDH

Badanie ogólne moczu
- białkomocz (czasami)

Inne
- zazwyczaj zwiększone stężenie peptydów natriuretycznych: BNP i NT-pro-BNP

ECHO serca
- metoda z wyboru w wykrywaniu dysfunkcji serca w spoczynku
- pozwala na ocenę frakcji wyrzutowej lewej komory (LVEF)
- brak dysfunkcji serca w badaniu echokardiograficznym przemawia przeciwko rozpoznaniu niewydolności serca[3]

Echokardiografia obciążeniowa
Angiografia radioizotopowa
Rezonans magnetyczny

## Rozpoznanie
Rozpoznanie niewydolności serca powinno opierać się na wyniku badania podmiotowego i przedmiotowego oraz (prawidłowo
dobranych) badań dodatkowych.

## Podział
Stopnie niewydolności serca według NYHA:
- I – nie występują zmiany przy normalnym obciążeniu
- II – niewielkie zmiany przy normalnym obciążeniu, wydolność fizyczna jest zmniejszona
- III – znacznie osłabiona wydolność przy niedużym obciążeniu
- IV – duszność spoczynkowa

## Leczenie

### Cele leczenia
- zapobieganie lub leczenie chorób podstawowych, prowadzących do dysfunkcji i niewydolności serca
- zapobieganie progresji dysfunkcji serca do niewydolności serca
- utrzymanie lub poprawa jakości życia
- przedłużenie życia

### Postępowanie niefarmakologiczne
- zmniejszenie podaży sodu i płynów
- redukcja masy ciała u pacjentów z otyłością
- poprawa odżywienia u pacjentów niedożywionych
- ograniczenie spożycia alkoholu
- bezwzględny zakaz palenia tytoniu
- unikanie leków nasilających przewlekłą niewydolność serca (szczególnie niesteroidowych leków przeciwzapalnych)
- coroczne szczepienia przeciwko grypie i zakażeniom pneumokokami

### Leczenie farmakologiczne
Leczenie farmakologiczne ewoluuje na przestrzeni lat. O ile do lat 70 XX wieku dążono do poprawy czynności skurczowej serca (stosowano w tym celu glikozydy nasercowe wraz z diuretykami) tak w XXI wieku kładzie się nacisk na zmniejszenie oporu obwodowego poprzez stosowanie ACEI, często z dodaniem sartanów pod ścisłą kontrolą poziomu potasu (ryzyko hiperkaliemii). W wielu przypadkach zamiast sartanów podaje się blokery receptora aldosteronowego. Jest to tzw. podwójna blokada układu RAA. Stosowanie potrójnej blokady RAA (ACEI plus sartany plus blokery receptora aldosteronowego) jest dyskusyjne z uwagi na dużą groźbę ciężkiej hiperkaliemii. Dyskutowane jest stosowanie nitratów przy braku cech niedokrwienia mięśnia sercowego. Są wskazania ich zastosowania w przypadku podwyższonego ciśnienia napełniania lewej komory serca. Stosowanie niektórych blokerów kanału wapniowego (werapamil) może być skuteczne w przypadku dysfunkcji rozkurczowej mięśnia sercowego (np. kardiomiopatia przerostowa). Glikozydy nasercowe mogą być istotne w niewydolności serca na tle migotania przedsionków z szybką akcją komór (zwolnienie rytmu zatokowego). Rola hydralazyny w leczeniu PNS jest obecnie znikoma. Natomiast błędem w sztuce jest niepodanie zdiagnozowanemu choremu beta-blokerów (z uwagi na nadmierne napięcie układu współczulnego – ale mając na uwadze ich działanie inotropowo ujemne dawki nie mogą być wysokie) i odpowiednio dobranych diuretyków (z uwagi na obniżony wskaźnik filtracji kłębuszkowej). Ogólnie rzecz biorąc, w leczeniu PNS stosuje się:
- inhibitory konwertazy angiotensyny – są podstawowymi lekami w leczeniu chorych z dysfunkcją skurczową lewej komory niezależnie od jej przyczyny i współistnienia objawów PNS. W razie nietolerancji (najczęściej uporczywy kaszel) zamienia się je na sartany.
- diuretyki – stanowią podstawowe leki u pacjentów z niewydolnością serca i przewodnieniem (objawiającym się zastojem w krążeniu płucnym lub obrzękami); dobór leków uzależniony jest od wskaźnika filtracji kłębuszkowej
- leki beta-adrenolityczne
- blokery receptora aldosteronowego
- sartany
- nitraty (najczęściej diazotan izosorbidu)
- hydralazyna (stosowana sporadycznie w wybranych przypadkach)
- glikozydy nasercowe (leki drugiego rzutu, najczęściej digoksyna)
- leki inotropowe dodatnie (leki drugiego rzutu, np. dobutamina)
- leki przeciwzakrzepowe (potwierdzenie korzystnego działania leków przeciwzakrzepowych u pacjentów z rozszerzonym lewym przedsionkiem wymaga dalszych badań)[17]
- leki przeciwarytmiczne
- tlen

W sytuacji braku poprawy po terapii farmakologicznej, przy utrzymującym się częstoskurczu komorowym, przy epizodzie migotania komór, w wybranych zaburzeniach w zapisie EKG (np. zespół Morgagniego-Adamsa-Stokesa) stosuje się kardiowerter-defibrylator serca.
Zalecana farmakoterapia w poszczególnych klasach NYHA według wytycznych ESC:
- I – ACEI + spironolakton + beta-bloker
- II – ACEI + beta-bloker + spironolakton + diuretyk tiazydowy
- III – ACEI + ARB + beta-bloker + spironolakton + diuretyk tiazydowy/pętlowy + glikozydy naparstnicy
- IV – ACEI + ARB + beta-bloker + spironolakton + diuretyk pętlowy + glikozydy + nienaparstnicowe leki inotropowo dodatnie.

Należy podkreślić ważną rolę okresowej kontroli poziomu elektrolitów, szczególnie poziomów potasu (hipokaliemia, hiperkaliemia), sodu (hiponatremia), niedoborów w zakresie poziomów (puli) zjonizowanego magnezu i wapnia. Niewłaściwe poziomy elektrolitów mogą przyczynić się do nieskuteczności farmakologicznego leczenia PNS.

### Leczenie inwazyjne
- rewaskularyzacja naczyń wieńcowych
- stała elektrostymulacja serca
- wszczepialny kardiowerter-defibrylator serca
- urządzenie wspomagające pracę komór serca
- sztuczne serce
- ultrafiltracja
- hemodializa
- przeszczepienie serca
- plastyka lewej komory serca
- plastyka pierścienia zastawki mitralnej

## Rokowanie
Zwiększone stężenie BNP i NT-pro-BNP jest niekorzystnym predyktorem przebiegu choroby.
Należy podkreślić konieczność monitorowania parametrów elektrolitowych i nerkowych u pacjentów z PNS. Stosowane farmakologiczne działania terapeutyczne (leki z grupy ACEI, ARB) oprócz zaburzeń elektrolitowych wywołują obniżenie wskaźnika filtracji kłębuszkowej, co z jednej strony ma korzystne działanie nefroprotekcyjne, jednak doprowadza do azotemiii przednerkowej z podwyższeniem poziomu kreatyniny, poziomu mocznika. Stąd ważne dla chorego jest monitorowanie istotnych wskaźników badań laboratoryjnych w trakcie leczenia.